# أوسكار فرناندو توريس
أوسكار فرناندو توريس (بالإسبانية: Oscar Fernando Torres)‏ هو لاعب كرة قدم مكسيكي في مركز الدفاع، ولد في 18 نوفمبر 1968 في غوادالاخارا في المكسيك. لعب مع Mineros de Zacatecas ‏.